# Boston South Station

Der Bahnhof Boston South Station (verbreitet nur South Station genannt) befindet sich am Dewey Square an der Kreuzung der Straßen Atlantic Avenue und Summer Street in Boston im Bundesstaat Massachusetts der Vereinigten Staaten. Er ist direkt nach dem Logan International Airport der zweitgrößte Verkehrsknotenpunkt in Neuengland und zugleich der größte Bahnhof und Busbahnhof in der gesamten Metropolregion Greater Boston. Zum Bahnhofskomplex gehört ebenfalls eine gleichnamige U-Bahn-Station der Massachusetts Bay Transportation Authority mit Anbindung an die U-Bahn Red Line sowie die Bus-Rapid-Transit-Linie Silver Line.

## Geschichte

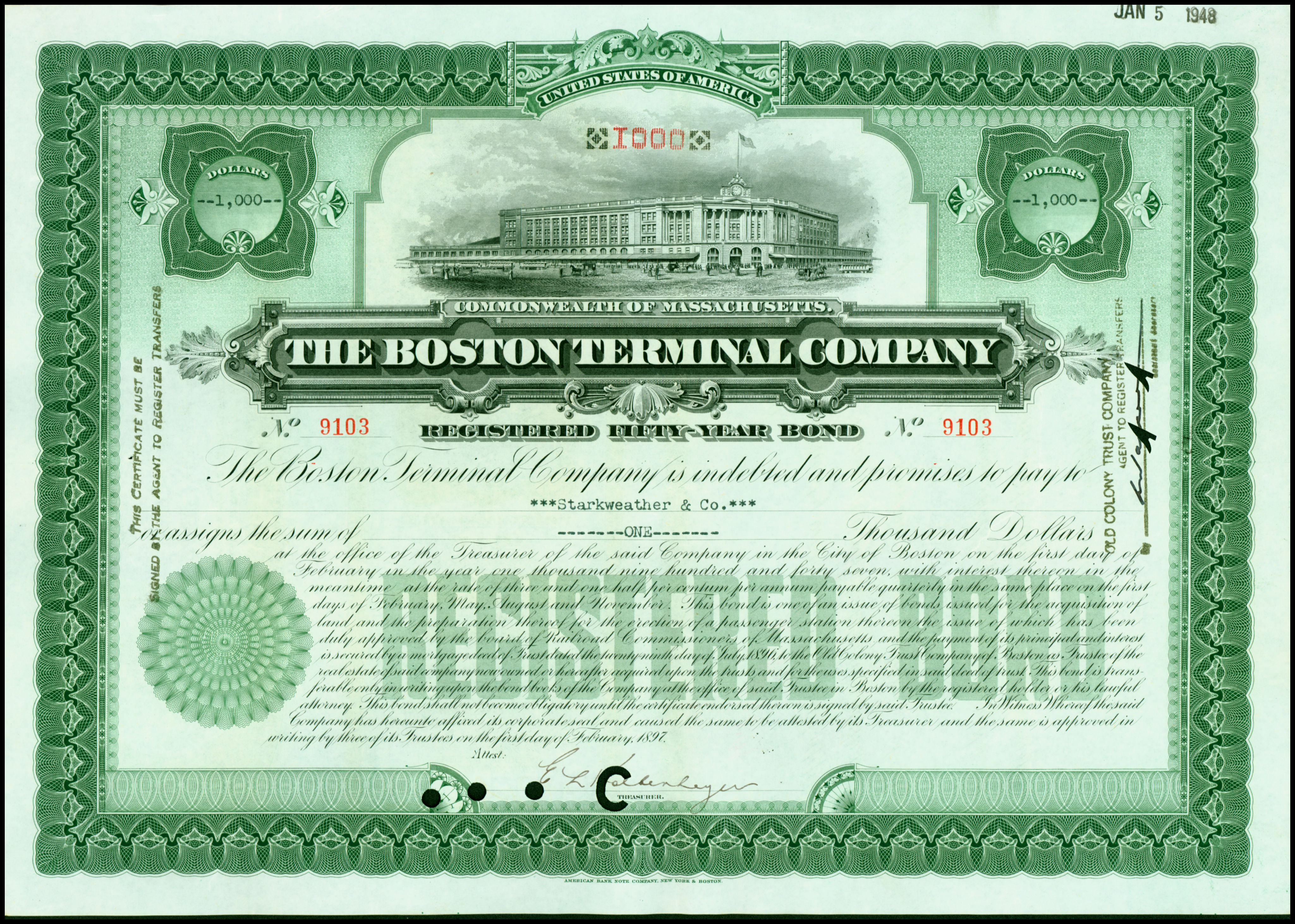
Anleihe über 1000 $ der Boston Terminal Company vom 1. Februar 1897

### Zusammenlegung mehrerer Endbahnhöfe
Zum Zeitpunkt ihrer Errichtung hielt jede der Eisenbahnen in Boston an einem eigenen Endbahnhof. Die vier Bahnhöfe, welche die Eisenbahnstrecken in Richtung Süden bedienten, waren
- ein Gebäude östlich des Dewey Square am nördlichen Ende der heutigen South Station, in dem Züge der New York and New England Railroad hielten, die aus South Boston kommend den Fort Point Channel überquert hatten,
- ein langgestreckter Personenbahnhof der Old Colony Railroad an der östlichen Seite der South Street, der von der Kneeland Street bis zur Harvard Street reichte und dessen Gelände heute zur South Bay Interchange gehört,
- ein Bahnhof der Boston and Albany Railroad innerhalb des von der Kneeland Street, Beach Street, Albany Street und Lincoln Street gebildeten Blocks im heutigen Stadtteil Chinatown sowie
- ein Bahnhof der Boston and Providence Railroad am Park Square.

Zur Vereinigung dieser vier Endbahnhöfe in ein gemeinsames Gebäude wurde 1897 eigens die Boston Terminal Company gegründet. Dieses Konzept der Integration mehrerer Bahngesellschaften in ein einziges Bahnhofsgebäude ist als Union Station bekannt, und viele Bahnhöfe in Nordamerika tragen auch explizit diese Bezeichnung.

Die Boston Railroad und Atlantic Avenue Elevated
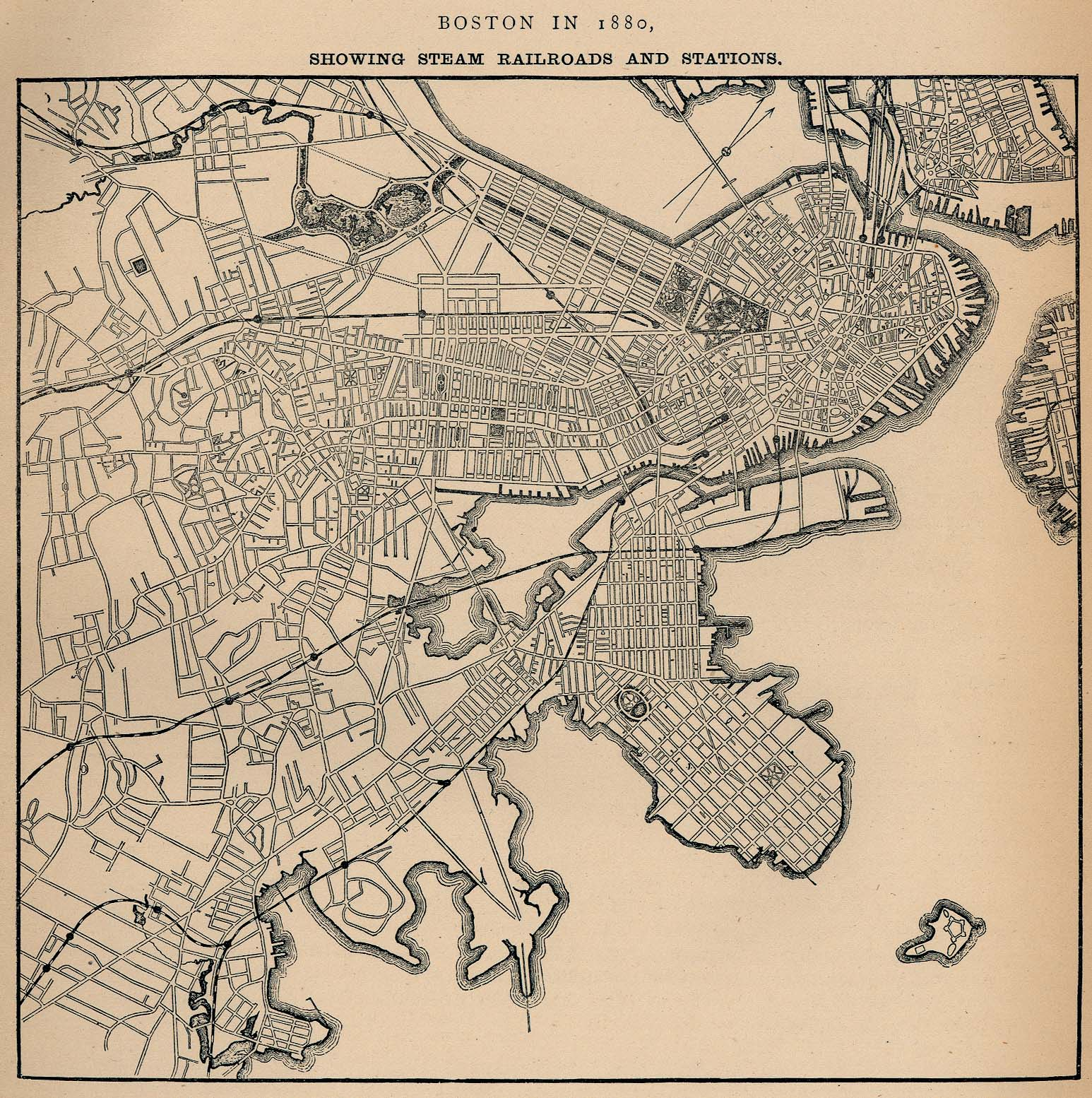
Situation vor der Errichtung der South Station auf einer Karte aus dem Jahr 1880
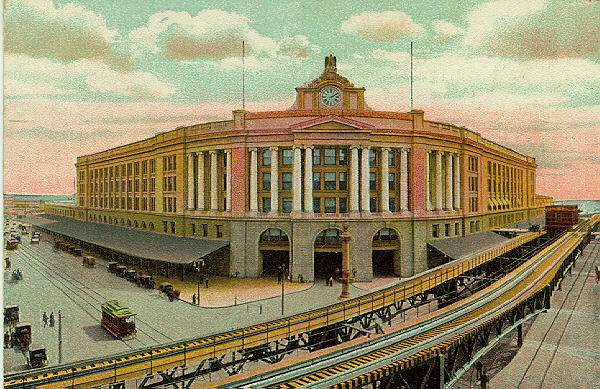
Die Atlantic Avenue Elevated vor der South Station, Ansicht aus den frühen 1900er Jahren
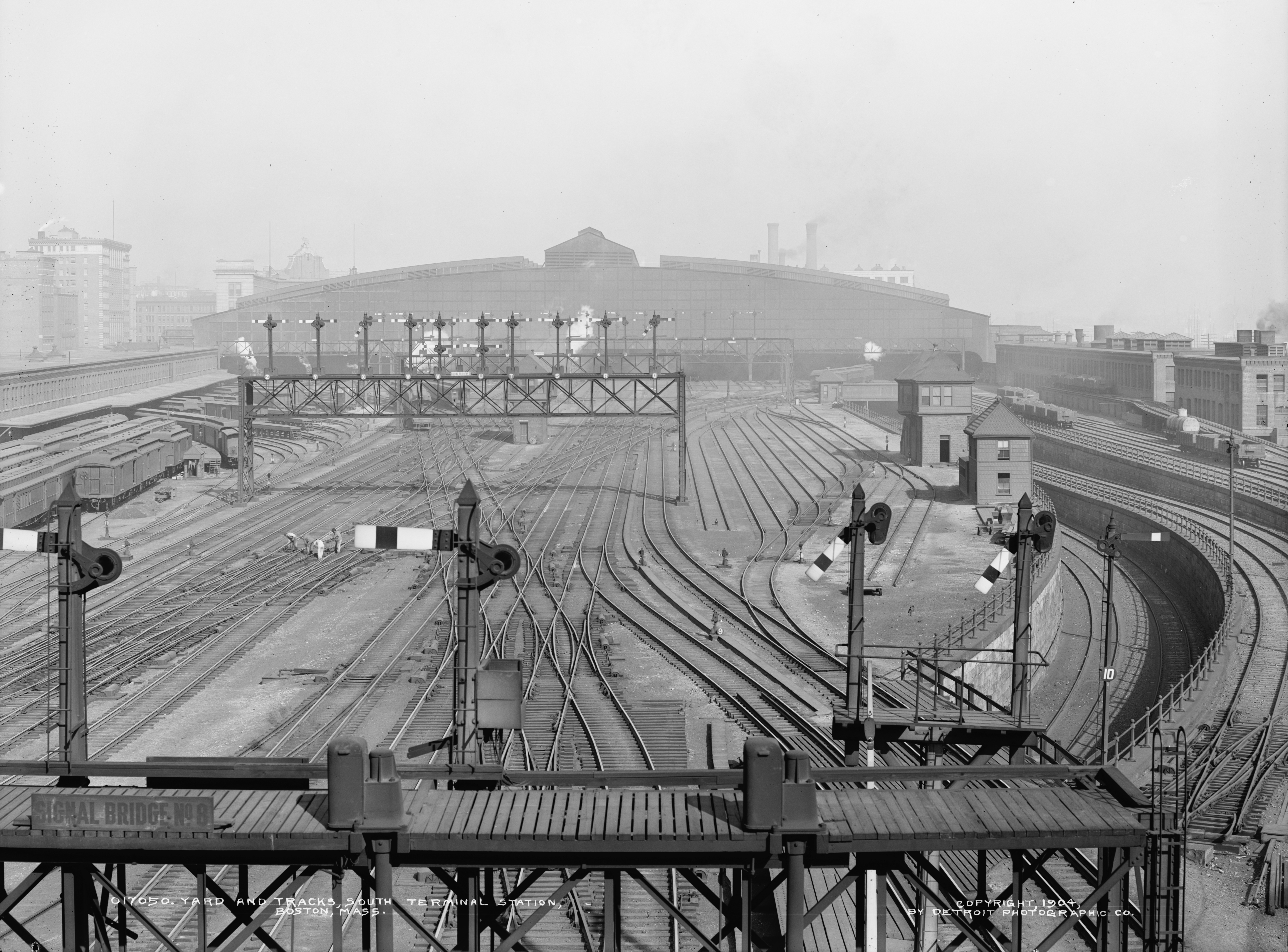
Blick in nördlicher Richtung auf die Zusammenführung beider Strecken (1904)

### Frühe Entwicklung

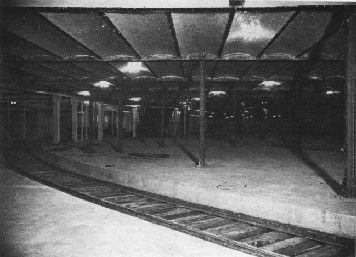
Die nie genutzten Gleise auf der untersten Ebene

Die South Station wurde am 1. Januar 1899 unter dem Namen South Central Station eröffnet. Der Bau des neuen Bahnhofs hatte 3,6 Millionen US-Dollar gekostet, was 2011 einem Gegenwert zwischen $ 86,3 Mio. und $ 2,79 Mrd. – je nach Berechnungsweise – entsprach. Für die Errichtung zeichnete das Bostoner Architekturbüro Shepley, Rutan and Coolidge verantwortlich, wobei die Bauarbeiten das Unternehmen Westinghouse, Church, Kerr & Co übernahm.
Von 1901 bis 1938 hielt die Atlantic Avenue Elevated an der Station, und 1913 wurde die Strecke des Vorläufers der heutigen Red Line von der Station Park Street bis zur South Station verlängert. Die Bahnhofshalle des Bahnhofs, der ursprünglich einer der größten der Welt war, wurde 1930 aufgrund von durch die salzige Meeresluft verursachten Korrosionsschäden abgerissen.
Während des Zweiten Weltkriegs wurde der Bahnhof täglich von 125.000 Passagieren benutzt, jedoch ging der Schienenverkehr nach Ende des Krieges deutlich zurück. 1959 stellte die Old Colony Railroad, welche die Regionen um Cape Cod und South Shore bedient hatte, ihren Betrieb ein, 1961 folgte die Insolvenz der New York, New Haven and Hartford Railroad. Das Bahnhofsgebäude wurde 1965 an die Boston Redevelopment Authority (BRA) verkauft, die es teilweise einreißen ließ, um Platz für den Boston South Postal Annex und das Stone and Webster-Gebäude zu schaffen.
Ursprünglich war eine unterirdische Ebene mit einer zweigleisigen Schleife vorgesehen, die zwar gebaut, aber nie in Dienst gestellt wurde. Stattdessen wurden dort in späteren Jahren ein Parkhaus und eine Bowlingbahn für Angestellte des Bahnhofs eingerichtet.

### Renovierungen

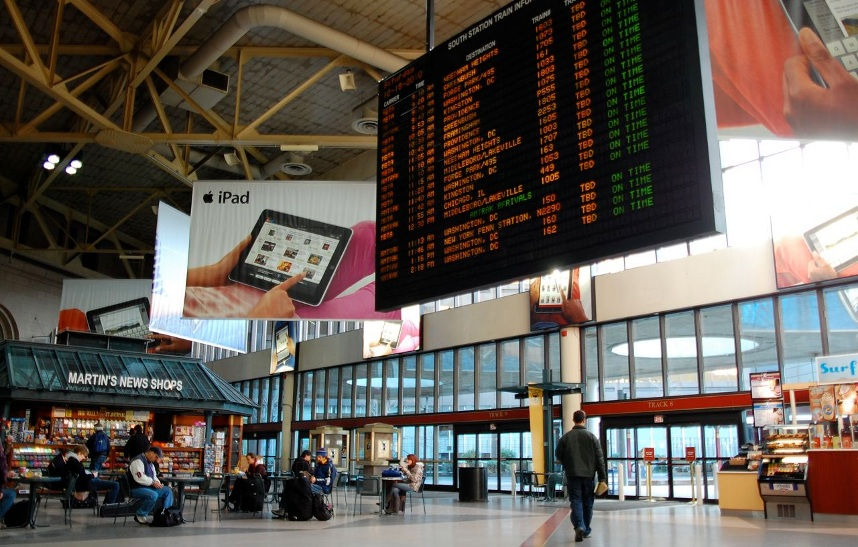
Ansicht innerhalb des Gebäudes (Dezember 2010)

1978 wurde das zwischenzeitlich am 13. Februar 1975 unter der Nummer 75000299 in das National Register of Historic Places aufgenommene Bahnhofsgebäude an die Massachusetts Bay Transportation Authority verkauft. Die BRA behielt jedoch die Rechte am Luftraum über der Station. Die neue Eigentümerin stellte kurzfristig Finanzmittel in Höhe von 195 Mio. Dollar für umfangreiche Renovierungsarbeiten zur Verfügung, die 1989 abgeschlossen wurden. Seither stehen insgesamt 13 Gleise zur Verfügung, von denen alle über erhöhte Plattformen für einen barrierefreien Zugang verfügen und einige lang genug für Züge mit 12 Waggons sind. Pfeiler wurden installiert, um ein später zu errichtendes Bürogebäude und einen Busbahnhof oberhalb der Gleise tragen zu können. Der Busbahnhof eröffnete mit Verspätung im Oktober 1995 und ersetzte das bisher genutzte Terminal auf dem Dach des Dewey Square Tunnel diagonal gegenüber der South Station. 1985 wurden die Bahnsteige der Red Line verlängert, um Züge mit 6 Waggons bedienen zu können. 2005 folgte eine erneute Renovierung im Zuge der Phase 2 des Silver Line-Projekts im Zusammenspiel mit den Bauarbeiten des Big Dig.

### Passagierzahlen
Zum Zeitpunkt ihrer Errichtung Ende des 19. Jahrhunderts wies die South Station aufgrund ihrer zentralen Bedeutung für Berufspendler sehr hohe Passagierzahlen auf. Massive Einschnitte der später insolventen New Haven Railroad führten jedoch im Zusammenspiel mit einer immer weiter steigenden Bedeutung des Automobils zu einem erheblichen Rückgang der Fahrgastzahlen.
In jüngerer Vergangenheit wurden wieder mehr Fahrgäste gezählt, was unter anderem auf die Wiedereröffnung der Zuglinien der Old Colony Railroad sowie auf die Elektrifizierung des Northeast Corridor und der damit einhergehenden Inbetriebnahme des Acela Express zurückgeführt wird.
| Bereich             | Passagiere pro Jahr | Passagiere pro Jahr | Passagiere pro Jahr |
| Bereich             | 1975                | 1990                | 2001                |
| ------------------- | ------------------- | ------------------- | ------------------- |
| Fernstrecke Schiene | 537.000             | 839.000             | 1.060.000           |
| Pendlerzüge         | 2.774.000           | 12.000.000          | 18.000.000          |
| Fernbusverkehr      | /                   | /                   | 3.000.000           |

## Bahnanlagen

### Gleis-, Signal- und Sicherungsanlagen
Der Bahnhof verfügt über 13 Gleise, die über 7 Bahnsteige angebunden sind.

### Gebäude
Das gesamte Bahnhofsgebäude ist barrierefrei zugänglich. Für den Zugang zur U-Bahn stehen mehrere Aufzüge zur Verfügung.
Der Bahnhof ist 24 Stunden am Tag an jedem Tag des Jahres geöffnet.
Innerhalb des Gebäudes befinden sich als Kunst im öffentlichen Raum ein Werk des Museum of Science, das den Planeten Jupiter darstellt, sowie eine aus alten Kupplungen bestehende Skulptur.

#### Architektur

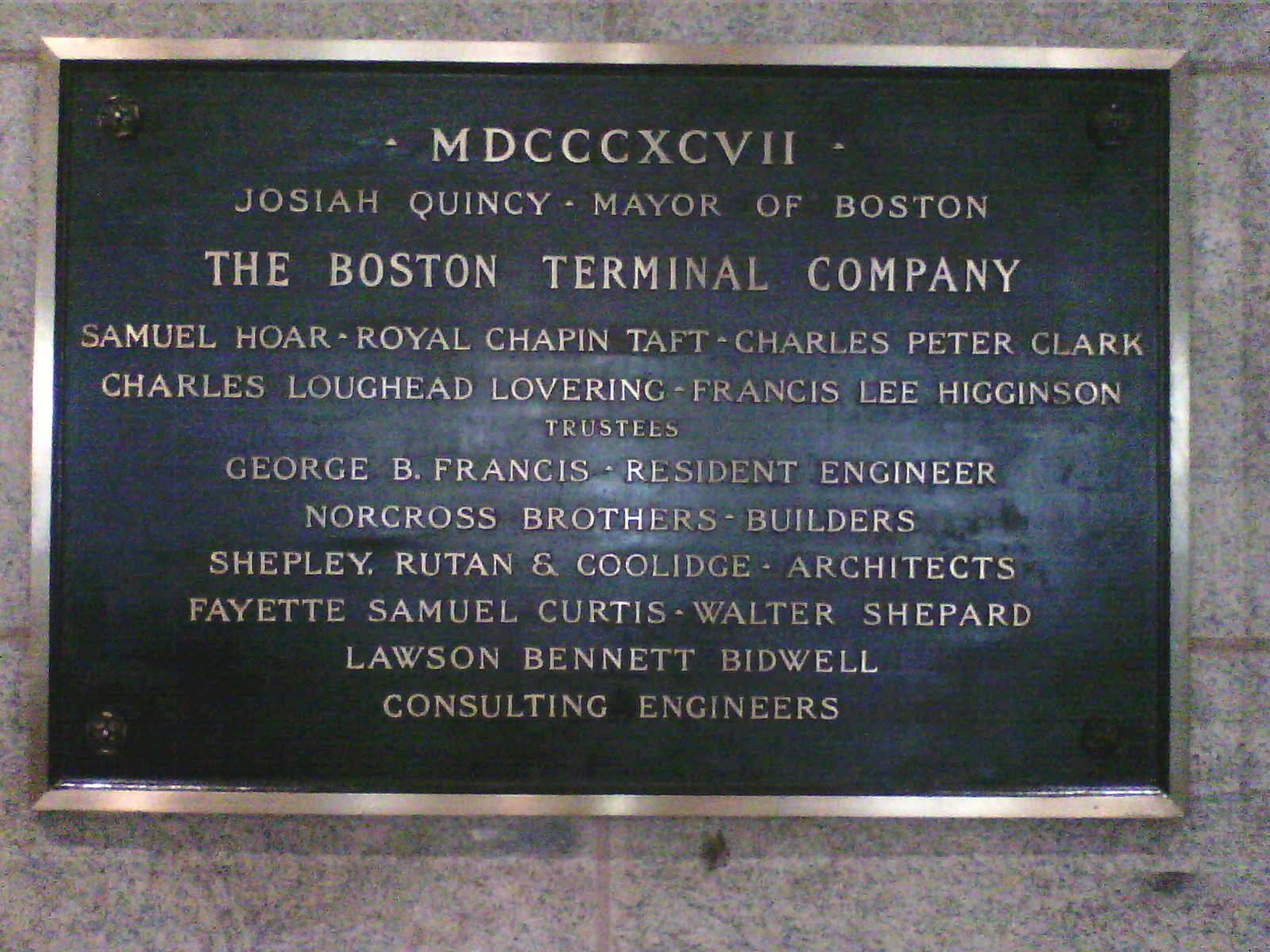
Die Erinnerungsplakette an die Boston Terminal Company weist alle mit dem Bau der Station in Verbindung stehenden Personen und Unternehmen aus.

Das oberirdische Gebäude der Boston South Station und seine Flügel wurden im Stil der Revolutionsarchitektur errichtet. Insbesondere die geometrische Symmetrie des Bauwerks und die Steinfassade weisen eindeutig auf diese Stilrichtung hin. Der notwendige Granit wurde in nahegelegenen Steinbrüchen in Neuengland gewonnen. Der Haupteingang befindet sich in einem Abschnitt, der aus der konvexen Kontur des Gebäudes herausragt. Die Eingangstüren werden von hohen Bögen überdacht, die einen Eindruck von Erhabenheit vermitteln, das Gebäude aus der Ferne jedoch zugleich kleiner wirken lassen. Dieser für den Architekturstil typische optische Trick wird weiter betont durch die übergroßen Fenster und ausladenden Balustraden im dritten Stockwerk sowie auf dem Dach.
Über den Eingängen befinden sich klassische Säulen in ionischer Ordnung, die optisch das Fries und die Giebel tragen. Ungewöhnlich für Säulen in ionischer Ordnung ist das Fehlen von Kannelierungen, die normalerweise das Augenmerk nach oben ziehen und damit die Pracht der Fassade weiter steigern. Die Vielzahl der Erhebungen und Vertiefungen auf der Fassade tragen zur erstklassigen Qualität des Gebäudes bei und erzeugen zugleich interessante Licht- und Schattenverläufe außen sowie im Inneren des Gebäudes. Das Dach über den Gleisen ist mit einer Kassettendecke verziert.
Die vor über 100 Jahren konstruierte Uhr auf der Spitze des Hauptgebäudes ist die größte noch funktionierende Uhr mit Handaufzug in Neuengland. Sie wurde nach dem Vorbild des Londoner Big Ben gebaut und besitzt ein Zifferblatt mit 12 ft (3,7 m) Durchmesser. Das Gewicht des Uhrwerks beträgt mehr als 180 kg. Im Jahr 2008 wurde die Uhr einer sechswöchigen Restauration und Reparatur unterzogen, in deren Zuge das Uhrwerk vollständig zerlegt und in eine nahegelegene Werkstatt transportiert wurde, wo notwendige Ersatzteile von Hand angefertigt werden mussten. Die Uhr ist ein Markenzeichen einer längst vergangenen Ära, die Besucher an diese erinnert und auf die sich Pendler noch heute täglich verlassen. Der Adler, der auf ihr thront, wiegt mehr als acht Tonnen und ist 8 ft (2,4 m) groß. Er imitiert die Figuren, die sich häufig auf Gebäuden dieses Baustils finden.
Die gebogene Kontur des Gebäudes hebt es von den umstehenden Bauwerken deutlich ab und sorgt so für eine deutlich größere Sichtbarkeit. Darüber hinaus konnte der Bereich des Haupteingangs an den Straßen Atlantic Avenue und Summer Street sowie am Dewey Square optimal gestaltet werden. Ein analoges Konzept findet sich auch in der Kirche Santa Maria della Pace in Rom. Sie beeinflusste zwar nicht direkt den Entwurf der South Station, jedoch haben die Ausgestaltungen dieselben Effekte auf die unmittelbare Umgebung der Gebäude.
In den 1980er Jahren wurde unter Zuhilfenahme von Bundesmitteln eine großangelegte Wiederbelebung des sich zu diesem Zeitpunkt in schlechtem Zustand befindlichen Gebäudes begonnen. Dazu zählte unter anderem der Neubau von zwei Gebäudeflügeln, die aus optischen Gründen aus demselben Granit errichtet wurden, aus dem auch das Hauptgebäude besteht. Die Bauarbeiten konnten 1989 abgeschlossen werden. Bereits kurze Zeit später begann der Bau von neuen Bürogebäuden in der Nachbarschaft, die das Stadtzentrum weiter ausdehnten. Mit der Fertigstellung des Big Dig und des Rose Kennedy Greenway stieg die Bedeutung des Bahnhofs als Verkehrsknotenpunkt noch weiter an. Der Grünstreifen bietet Fußgängern eine gute Verbindung zwischen der South Station und der North Station.

#### U-Bahn-Station der MBTA
Die U-Bahn-Station South Station (auch South Station Under) befindet sich unter dem Bahnhof South Station und bietet Zugang zur U-Bahn-Linie Red Line der MBTA sowie zum Bus-Rapid-Transit-System der Silver Line.
Der U-Bahnhof verfügt über zwei Gleise, die jeweils über einen Seitenbahnsteig zugänglich sind. Für die Busse der Silver Line stehen darüber hinaus drei weitere Bussteige zur Verfügung. Die Station wurde am 3. Dezember 1916 für die Red Line eröffnet und am 17. Dezember 2004 um die Anbindung an die Silver Line ergänzt. An einem durchschnittlichen Werktag nutzen 22.632 Passagiere den U-Bahnhof.
| Vorherige Station                           | MBTA | MBTA             | MBTA | Nächste Station                                 |
| ------------------------------------------- | ---- | ---------------- | ---- | ----------------------------------------------- |
| Downtown Crossing Richtung Alewife          |      | Red Line         |      | Broadway Richtung Ashmont / Braintree           |
| Endstation                                  |      | Silver Line SL 1 |      | Courthouse Richtung Logan International Airport |
| Endstation                                  |      | Silver Line SL 2 |      | Courthouse Richtung Design Center               |
| Tufts Medical Center Richtung Dudley Square |      | Silver Line SL 4 |      | Endstation                                      |

#### Busbahnhof der MBTA

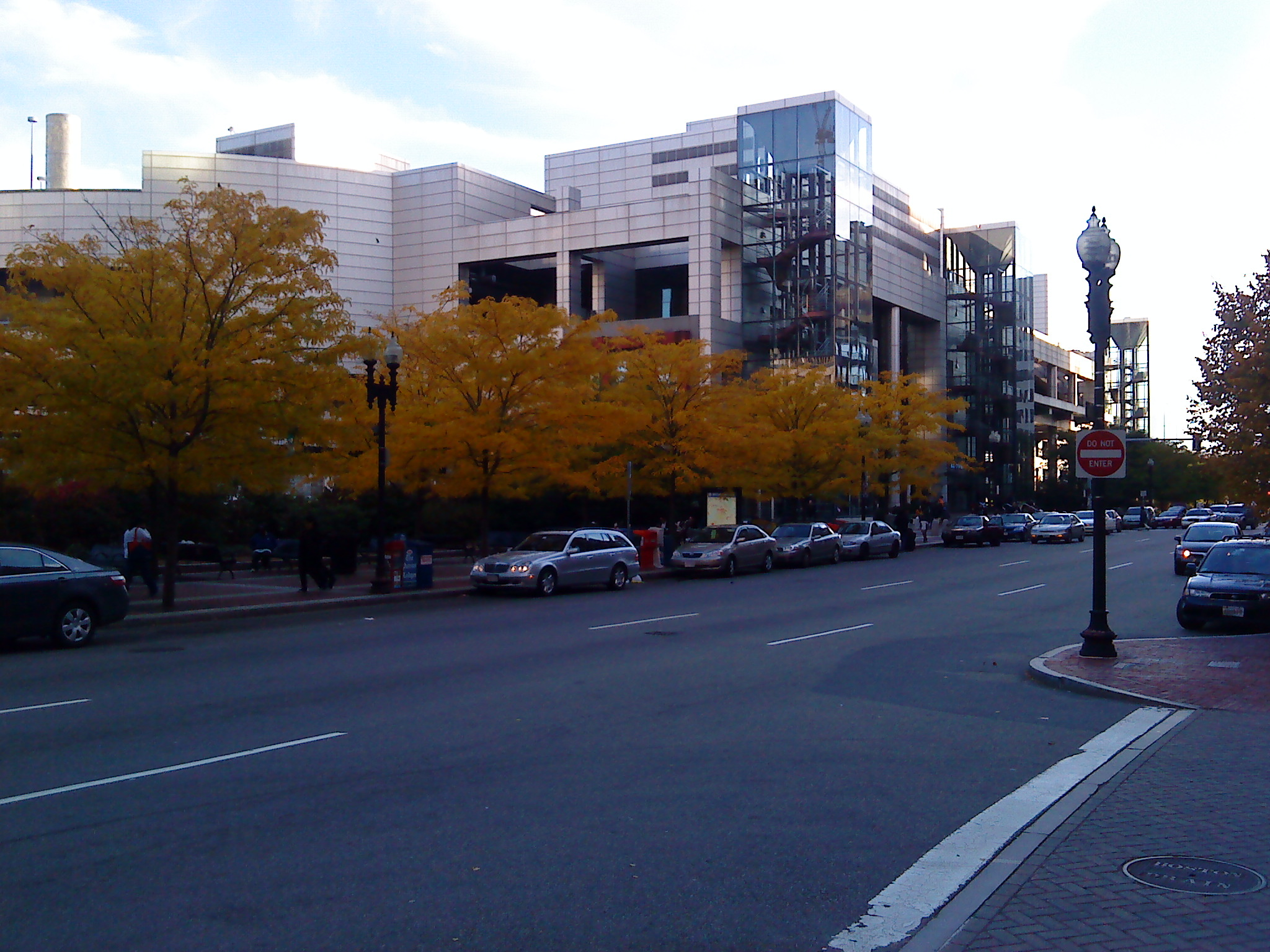
Das South Station Bus Terminal

Das in den 1990er Jahren errichtete, an den Bahnhof angeschlossene South Station Bus Terminal der MBTA wurde über den Bahnsteigen entlang der Atlantic Avenue errichtet und ist der größte Bostoner Knotenpunkt für Fernbusverbindungen unterschiedlichster Betreibergesellschaften, darunter auch die MBTA selbst. Das abgedeckte Gebiet umfasst ganz Neuengland, New York City, die Mittelatlantische Küste und Montreal in Kanada. Das fünfstöckige Gebäude kann über Gleis 1 des Bahnhofs oder über Eingänge an der Atlantic Avenue betreten werden.
Analog zur Entstehungsgeschichte des Bahnhofs stellte der neue Busbahnhof einen einzigen Anlaufpunkt für eine Vielzahl von Busgesellschaften dar, die zuvor eine Vielzahl von eigenen Terminals über ganz Boston verteilt betrieben. Zu den aufgegebenen Vorgängerbauten zählen unter anderem der ehemalige Busbahnhof auf dem Dewey Square, das Greyhound-Lines-Terminal im Stadtteil Back Bay sowie mehrere kleinere Busbahnhöfe in Chinatown.

## Anschlussverbindungen
Da viele Linien der MBTA Commuter Rail sowie der Downeaster nach Maine von der ca. 1,25 mi (2 km) entfernten Boston North Station abfahren und keine direkte Gleisverbindung zwischen beiden Bahnhöfen besteht, müssen Reisende entweder entlang des Rose Kennedy Greenway zu Fuß gehen oder öffentliche Verkehrsmittel nutzen. Dazu kann bspw. die Red Line eine Station in Richtung Alewife genommen werden. An der Station Downtown Crossing erfolgt dann ein Umstieg entweder in die Orange Line in Richtung Oak Grove oder in die Green Line C mit Endstation Boston North Station. Fahrgäste der Fitchburg Line können mit der Red Line auch bis Porter fahren, wo sie direkt in den Commuter-Rail-Zug umsteigen können.
Die South Station befindet sich am nördlichen Ende des Northeast Corridor der Amtrak und ist daher unter anderem Endbahnhof des Acela Express sowie von Zügen der Northeast Regional. Amtrak bietet darüber hinaus mit dem Lake Shore Limited eine tägliche Anbindung nach Albany in New York und nach Chicago in Illinois.
Die Massachusetts Bay Transportation Authority (MBTA) nutzt den Bahnhof als Endstation für die westlichen und südlichen Commuter Rail-Strecken, als Haltepunkt der U-Bahn-Linie Red Line sowie als Endstation mehrerer Zweige der Silver Line.

## Umfeld
In der Umgebung des Bahnhofs befinden sich
- der Boston South Postal Annex mit einem Postamt, das durchgehend geöffnet ist (Durchgang von Gleis 13 aus),
- die Stadtteile Chinatown und Financial District mit dem Federal Reserve Plaza,
- das Boston Children’s Museum,
- die Schiffe und das Museum zur Boston Tea Party,
- das Boston Convention and Exhibition Center
- der Boston Harborwalk,
- der Boston Theater District,
- der Massachusetts Turnpike,
- das Institute of Contemporary Art, Boston,
- der Rose Kennedy Greenway,
- der medizinische Campus der Tufts University mit dem Tufts Medical Center sowie
- das Fährterminal Rowes Wharf.

## Ausblick

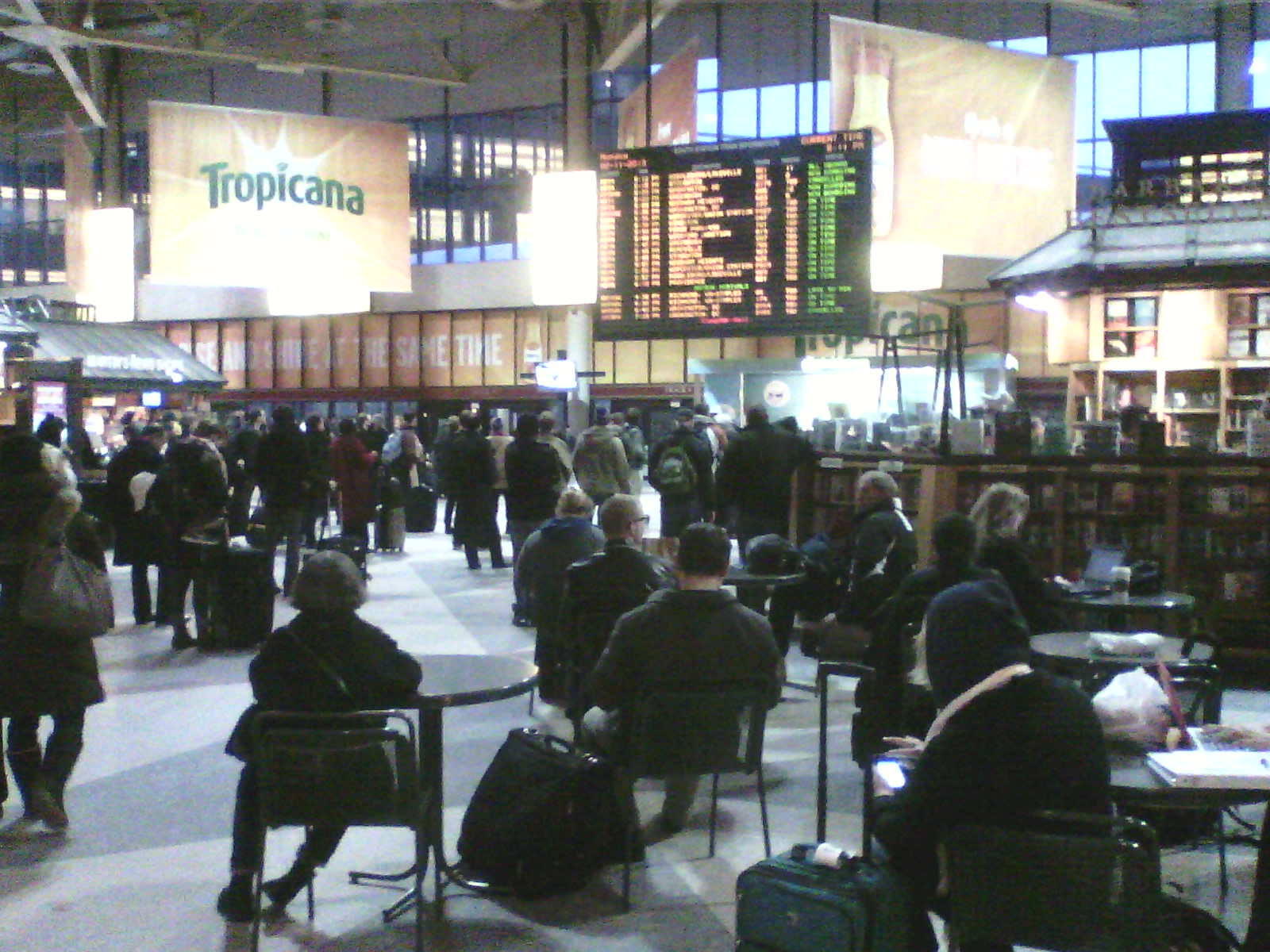
Die South Station zur Hauptverkehrszeit am Nachmittag des 11. Februar 2013 nach dem Blizzard Nemo

Als Ergebnis von Verbesserungen im System des Schienen- und sonstigen öffentlichen Personennahverkehrs wird die Zahl der Fahrgäste, welche die South Station nutzen, in Zukunft weiter ansteigen, da sie ein zentraler Knotenpunkt ist. Die bestehenden Stationen der Red Line und Silver Line besitzen noch ausreichend Reserven, jedoch gelangen die Bahnsteige der MBTA Commuter Rail und Amtrak bereits heute an ihre Kapazitätsgrenzen.
Es gibt daher Überlegungen, das an die Gleise des Bahnhofs angrenzende Gebäude der Boston General Mail an einen neuen Standort zu versetzen, so dass ein Ausbau der South Station ermöglicht wird. Insgesamt könnten auf diese Weise sieben neue Gleise installiert werden, die dann sowohl den Pendlerlinien als auch der Amtrak zur Verfügung stünden.
Im Oktober 2010 wurden dem Bundesstaat Massachusetts von der US-amerikanischen Bundesregierung Finanzmittel in Höhe von $ 32,5 Mio. zur Verfügung gestellt, um mit den Planungen für den Ausbau beginnen zu können. Nach eingehenden Beratungen wurde 2012 ein Vertrag über $ 43 Mio. (davon $ 10,5 Mio. aus Bundesmitteln) geschlossen.